# Psophodes occidentalis
Psophodes occidentalis е вид птица от семейство Cinclosomatidae.

## Разпространение
Видът е разпространен в Австралия.